# ギャングスタ・リパブリカ
『ギャングスタ・リパブリカ』は、WHITESOFTより発売されたアダルトゲームである。キャッチコピーは「誰も溺れないように」。
発売後、シャールカ・グロスマノヴァをメインとした続編『ギャングスタ・アルカディア～ヒッパルコスの天使～』を公開。当初2014年5月30日の発売を予定していたが、後に6月27日へ延期、凛堂禊のCV担当の体調不良を理由に変更することも発表された。

## あらすじ
聖天義学園の鐘の下に部室を構える篤志部は、副部長である時守 叶がギャング部と読んだことがきっかけで周りからもギャング部と呼ばれ関わり合いを避けられていた。
かれらの部としての活動自体は正しいのだが、「邪悪であれ」というモットーのもと、行動していた。
たとえば、手伝いをしたお礼と称して、お菓子をせしめる。
かれらは今日も悪党どもの共和国=ギャングスタ・リパブリカで過ごすのであった。

## 登場人物
時守 叶 （ときもり かなえ）
主人公。悪に憧れるギャング部副部長。ゆとりと共にギャング部を設立した。
精神年齢が小学生並みに幼く、言動はまさに小学生そのもの。水切りや紙飛行機・プチ四駆に夢中になる性格で、探検や冒険が好き。
悪を「人がそうしたいと思うのとは違うやり方で、人がそうなりたいと思うことを実現すること」と定義し、悪のヒーローとして世界を変えることを目指す。
所持しているキーホルダーは、リードシクティス・プロブレマティカス。
凛堂 禊 （りんどう みそぎ）
声 - 出馬瑤子／青山ゆかり（ギャングスタ・アルカディアより）
地方から聖天義学園に越してきた令嬢。御言神社の管理を行いながらマンションで一人暮らしをしている。
感覚が一般人と大きく乖離しており、突き放した印象を受けるが本人にその意識はない。投げ売りされている「山菜ジュース」を好む。
救世主となることを目指しており、叶と目指す先が同じであると感じ、共感を抱いている。
所持しているキーホルダーは、ライオン。
水柿 こおり （みずがき こおり）
声 - 夏野こおり
叶の幼なじみ。全てにおいて優良な常識人故、周りの言動に振り回されている。元々は演劇部だったが、後にギャング部に入部する。
面倒見の良い性格で近所付き合いも良く、地域の住人から慕われており、自身もそのことを嬉しく思っている。叶に好意を秘めている。
所持しているキーホルダーは、オオカミ。
古雅 ゆとり （こが ゆとり）
声 - shizuku
実年齢は叶より一学年上だが、休学したため叶と同学年となった。
ギャング部の部長を務め、実家から活動資金を提供している。天真爛漫な振る舞いで、たびたび周囲の人間を振り回している。
ギャング部創設のきっかけとなった噂やキーホルダーは、彼女の依頼によって作られたものである。
所持しているキーホルダーは、ウサギ。
時守 希 （ときもり のぞみ）
声 - あじ秋刀魚
主人公の妹で飛び級して留学して教師になった。主人公のクラスの担任であり、ギャング部の顧問を務める。
教師としては比較的厳しく主人公たちに接するが、家では甘えん坊な妹としての顔が出る。触手系の同人誌をこよなく愛する。
所持しているキーホルダーは、イルカ。
新咲 春日（わかさき かすが）
声 - 美空なつひ
ギャング部所属の男子生徒。ドジながらも一生懸命で、先輩である叶にあこがれている。
所持しているキーホルダーは、ヒツジ。
シャールカ・グロスマノヴァ
声 - 桐谷華
聖天義学園3年生で、東欧からの留学生。悪への興味は乏しいが、怠けられる環境目当てでギャング部に入部した。
だらしない生活習慣な上、偏食が激しいが、勉強の面は優秀。イェドニア人の母を持つハーフ。
所持しているキーホルダーは、猫。
綿之原 七子（わたのはら ななこ）
声 - 嵐子
こおりの旧友で生徒会の一員。叶とは対立している。
宮本 楚々音（みやもと そそね）
声 - 紺野クレア
叶のクラスメート。部活動には所属していない。
眞鍋 梨都子（まなべ りつこ）
声 - 美空なつひ
ゆとりの家のメイド。

## ループ
この世界の人間にはウルク器官という特殊な器官があり、その働きによって時間を「ループ」することがある。ループしている人は、ある時刻からその人が持つ「ループ周期」に等しい時間を繰り返す（例えばループ周期が1時間の人であれば、9時に「ループに入る」と、9時から10時までの1時間を任意の回数繰り返すことになる）。ある人がループしていることを、他の人が認識することはできない。ループは無自覚に発生し、精神的高揚を覚えることによって抜ける（この際、アホ毛が立つ）。「実際に起きたこと」として確定するのは最後のループのみであるが、ループした人間は実際には最後以外のループの（起こらなかったことになった）ことも覚えている。ループ周期の長さには個人差があり、一般には1～100時間程度である。ループ周期の長さとループの発生頻度は反比例するとされている。
ループは個々人にランダムに発生するが、集団で意識的にループに入る「共有ループ」もある。共有ループに入るにはその構成員が互いを信頼しており、個々人のループ周期が近似的に素数比をなしている必要がある。そのため多人数になるほど共有ループに入るのは難しく、最大でも5、6人程度が限度であるとされる。共有ループでは構成員のうちの一人がループの主導者となり、主導者のループ周期でループを行う。主導者の精神的高揚によってループは終了するが、構成員同士で仲違いしたり死亡者が出た場合にも終了する。

## スタッフ
- ディレクション - 松島詩史
- 原画 - ミヤスリサ
- シナリオ - 元長柾木
- BGM - 藤田淳平（Elements Garden）、仁堂敦（Jumble Records）

## 主題歌
ギャングスタ・リパブリカ
主題歌「モラトリアム・クラスタ」
歌‐柚子乃/作詞 - 松島詩史 / 作曲 - 中沢伴行 / 編曲 - 中沢伴行、尾崎武士
2nd OPテーマ「Zillion Zest」
歌 - 大島はるな / 作詞・作曲・編曲 - 斎藤悠弥
EDテーマ「I Miss You」
歌 - 大島はるな / 作詞・作曲・編曲 - 斎藤悠弥
EDテーマ「Orchestral Score」
歌 - shizuku、美空なつひ / 作詞 - 松島詩史 / 作曲・編曲 - 友永香鈴
さまざまな人物で構成された(オーケストラのような)共有ループの終わりを歌った(記録した)曲
部長ゆとりとメイドの梨都子(あるいは春日)が歌っている
ギャングスタ・アルカディア
主題歌「サブリミナル・アジェンダ」
歌‐柚子乃/作詞 - 松島詩史 / 作曲 - 高瀬一矢 / 編曲 - HARD STUFF
EDテーマ「天使の理想郷」
歌‐大島はるな / 作詞・作曲 - 斎藤悠弥 / 編曲 - 斎藤悠弥、宝野聡史